# Rhinella gnustae
Rhinella gnustae es una especie de anfibios de la familia Bufonidae.
Es endémica de Argentina.
Su hábitat natural son los ríos.
Está amenazada de extinción.